# سان بندتو اولانو
سان بندتو اولانو (به ایتالیایی: San Benedetto Ullano) یک کومونه در ایتالیا است که در استان کزنتزا واقع شده‌است. سان بندتو اولانو ۱۹ کیلومتر مربع مساحت و ۱٬۵۷۳ نفر جمعیت دارد و ۴۶۰ متر بالاتر از سطح دریا واقع شده‌است.